# Spyros Markezinis
Spyridon „Spyros“ Vasiliou Markezinis (Griechisch: Σπυρίδων Μαρκεζίνης) (* 22. April 1909 in Athen; † 4. Januar 2000 ebenda) war ein griechischer Politiker und Ministerpräsident.

## Familie und Studium
Markezinis entstammte einer alteingesessenen und wohlhabenden Familie von der Insel Santorin, der während der venezianischen Herrschaft der Titel „Marchesini“ („kleiner“ Marchese (Markgraf)) verliehen wurde. Er absolvierte Studien der Rechtswissenschaften und der Politikwissenschaften an der Universität Athen. Anschließend war er als Rechtsanwalt tätig. Bereits 1936 wurde er Berater von König Georg II. Dieses Amt behielt er bis 1946 inne, obwohl der König im Mai 1941 nach der Besetzung durch die deutsche Wehrmacht Griechenland verlassen hatte. Markezinis verblieb in Griechenland und wurde Mitglied einer griechischen Widerstandsbewegung.

## Politische Laufbahn

### Abgeordneter der Nationalversammlung
Markezinis begann seine politische Laufbahn 1946 mit der Wahl zum Abgeordneten der Nationalversammlung (Vouli). Dort vertrat er die Vereinigte Nationalistische Partei (UNP) für den Wahlbezirk der Kykladen. Bald darauf verließ er die UNP und gründete die Neue Partei (NK), die zweite von vielen Parteien, denen er später noch angehören sollte. Bei der Parlamentswahl 1950 erreichte die NK 2,5 Prozent, so dass er nunmehr für diese Partei Abgeordneter der Nationalversammlung war.

### Minister unter Marschall Papagos und wechselhafte Karriere bis zur Militärdiktatur 1967
Markezinis wurde 1949 zum Minister ohne Portefeuille im Kabinett von Alexandros Diomidis ernannt. Bald darauf wurde ihm in dieser Funktion die Kontrolle über die Wirtschaftspolitik und die Koordination der Aktivitäten der verschiedenen Ministerien aus dem Wirtschaftsbereich übertragen. Nach der Wahl seines langjährigen politischen Verbündeten Marschall Alexandros Papagos zum Ministerpräsidenten am 19. November 1952 wurde er Minister für Koordination (Ypourgos Syndonismou) mit einem umfassenden Einflussbereich. Im April 1953 ordnete er eine Abwertung der Drachme um 50 Prozent im Verhältnis zum US-Dollar an, um gleichzeitig bestehende Importbeschränkungen zu zügeln. Seine erfolgreiche Geldpolitik führte zu einem Anstieg der Exporte und der Verbrauchernachfrage auf der einen sowie einer Kürzung der Inflation und einem Ausgleich des Handelsdefizits auf der anderen Seite. In dieser Zeit wurde er als möglicher Nachfolger von Papagos als Ministerpräsident und Parteivorsitzender gesehen. Markezinis trat jedoch vor dem Ende der Regierung Papagos im Oktober 1955 am 3. April 1954 zurück. Anlass für seinen Rücktritt waren die Veröffentlichung von Briefwechseln mit dem damaligen deutschen Wirtschaftsminister Ludwig Erhard, in denen Markezinis Erhard die Auftragsvergabe von Industrieprojekten an deutsche Unternehmen zusagte ohne vorheriges Einverständnis des Ministerpräsidenten Papagos. Nach seinem Rücktritt aus der Regierung Papagos gründete er seine zuvor in der Partei „Griechische Sammlung“ (Ellinikos Synargemos) von Papagos aufgegangene Partei Neo Komma als Komma Proodeftikon (KP, Partei der Fortschrittlichen) neu.
Nach dem Tode von Marschall Papagos am 4. Oktober 1955 wurden weder er noch andere mögliche Erben, wie der frühere Ministerpräsident Panagiotis Kanellopoulos oder Minister und Interimsministerpräsident Stephanos Stephanopoulos, zum Ministerpräsidenten ernannt. Stattdessen ernannte König Paul den damaligen Minister für öffentliche Arbeiten Konstantinos Karamanlis zum neuen Ministerpräsidenten. Diesem gelang es, nahezu alle Abgeordneten der Partei von Papagos in einer neuen Partei Ethniki Rizospastiki Enosis (ERE, Nationalradikale Union) zu vereinen und mit dieser die Wahl 1956 mit absoluter Mehrheit zu gewinnen. Markezinis und seine neu- bzw. wiedergegründete Partei erreichte einen Stimmenanteil von 2,22 % und keinen Parlamentssitz bei dem für diese Wahl geltenden „triphasischen Wahlrecht“. Erst 1958 gelang ihm mit seiner Partei KP der Wiedereinzug in das Parlament: hierzu bildete er mit den Parteien des Zentrums, darunter die EPEK des verstorbenen Nikolaos Plastiras, und zwei weiteren kleineren Parteien ein Wahlbündnis, welches 10,62 % der Stimmen und insgesamt zehn Parlamentsmandate erzielte. Auf Markezinis und seine Partei entfielen davon zwei Mandate. In den darauf folgenden Wahlen von 1961 bildete Markezinis ein Wahlbündnis mit der Enosis Kendrou (EK, Zentrumsunion) unter Georgios Papandreou. Dieses Wahlbündnis erreichte nicht die Mehrheit, die ERE unter Konstantinos Karamanlis blieb an der Macht. Markezinis gelang aber der Einzug ins Parlament. Zwei Jahre später trat Markezinis mit seiner KP bei den Wahlen 1963 ohne Verbindung mit einer anderen Partei an und erzielte bei 3,73 % Stimmenanteil zwei Parlamentssitze, darunter einen für sich selbst. Wenige Monate später bildete Markezinis bei den Wahlen 1964 ein Parteienbündnis mit der jetzt oppositionellen ERE unter Panagiotis Kanellopoulos und zog erneut in das Parlament ein; die Wahlen gewann die EK mit Georgios Papandreou an der Spitze mit absoluter Mehrheit.

### Militärdiktatur
Die folgenden Jahre waren durch eine instabile politische Lage geprägt, der schließlich am 21. April 1967 zum Obristenputsch unter Oberst Georgios Papadopoulos und zur Errichtung einer bis 1974 dauernden Militärdiktatur führte.
1973 kam es zu einem Putschversuch der überwiegend royalistisch eingestellten Marine. Ministerpräsident Georgios Papadopoulos setzte daraufhin den im Exil befindlichen König Konstantin II. ab und ließ sich selbst durch ein umstrittenes Referendum am 1. Juni 1973 zum Präsidenten ernennen. Wegen wachsender wirtschaftlicher Probleme, öffentlicher Proteste und zunehmender diplomatischer Isolation suchte Papadopoulos die Unterstützung des alten politischen Establishments. Markezinis war bereit, das Land zur Demokratie zurückzuführen, und wurde am 8. Oktober 1973 zum Ministerpräsidenten ernannt. Dabei vereinbarte er mit Papadopoulos eine Einschränkung der militärischen Einflussnahme, eine Aufhebung des Kriegsrechts sowie eine Rücknahme der Pressezensur. Zugleich wurden freie Wahlen versprochen, in denen auch die traditionellen linken politischen Bewegungen zugelassen werden sollten.
Schon im November 1973 führten Studentenproteste und die Besetzung der Technischen Universität von Athen zu einem Putsch und der Absetzung von Papadopoulos durch Brigadegeneral Dimitrios Ioannidis, der am 25. November 1973 Markezinis als Ministerpräsident entließ und verhaften ließ. Ioannidis sagte die versprochenen Wahlen ab und rief erneut das Kriegsrecht aus. Wenige Monate später erfolgte im Juli 1974 nach dem Putsch gegen den zypriotischen Präsidenten Erzbischof Makarios III. und der nachfolgenden Invasion türkischer Truppen auf Zypern der Zusammenbruch der Militärdiktatur.

### Wiederherstellung der Demokratie
Nach der Haftentlassung nahm Markezinis im Juli 1974 an den Verhandlungen zur Wiederherstellung der Demokratie teil, die am 23. Juli 1974 zur Bildung einer Regierung der Nationalen Einheit unter Ministerpräsident Karamanlis führte. Die Progressive Partei von Markezinis blieb auch in den folgenden Jahren politisch aktiv und errang ihren größten Erfolg 1981 mit der Wahl eines Abgeordneten für das Europäische Parlament. Er selbst zog sich zunehmend aus der aktiven Politik zurück und verfasste autobiographische und zeitpolitische Schriften.